# Heilig Kruiskerk (Berlijn)
De Kerk van het Heilige Kruis (Duits: Kirche zum Heiligen Kreuz) is een evangelisch-luthers kerkgebouw in Berlijn.

## Locatie
De Heilig Kruiskerk is gelegen aan de Zossener Straße, in het stadsdeel Kreuzberg (district Friedrichshain-Kreuzberg), Berlijn.

## Geschiedenis
De kerk werd tussen 1884 en 1888 naar ontwerp van de bouwmeester Johannes Otzen gebouwd. Het gebouw werd in neogotische stijl opgetrokken. In aanwezigheid van de Duitse keizerpaar keizer Wilhelm II en Augusta Victoria vond de kerkwijding plaats, die ook het altaar aan de kerk schonken.
Door bombardementen in de Tweede Wereldoorlog werd de kerk verwoest. Herbouw van het godshuis volgde in de jaren 1951-1959 in vereenvoudigde vorm. De spitse naald op de koepel werd niet meer teruggeplaatst en vervangen door een kruis. Vanaf 1987 werden er renovaties verricht en in 1995 volgde er een omvangrijke restauratie en verbouwing onder leiding van de architectengroep Wassertorplatz, met als resultaat dat men het godshuis in het vervolg voor zowel kerkelijke als wereldse activiteiten kan gebruiken. Tegenwoordig herbergt de kerk ook moderne kunstwerken zoals kleurrijke ramen van Johannes Schreiter en een triptiek Christus im Holocaust van Ismond Rosen uit het jaar 1996.
Sinds 1 februari 2000 fuseerde de kerk met een andere gemeente tot de Evangelischen Kirchengemeinde Heilig-Kreuz-Passion.

## Gebruik
De gemeente is sterk betrokken bij het maatschappelijk werk in het stadsdeel. Er wordt hulp geboden aan daklozen, armen en vluchtelingen en er zijn samenkomsten voor kinderen, jongeren, families en ouderen. Deels worden de activiteiten verricht door mensen die zelf veel tegenslag kenden en zich zo nuttig weten maken voor de medemens. Naast kerkelijke activiteiten kunnen de nieuwe ruimten in de kerk gebruikt worden vergaderingen, concerten, theatervoorstellingen, recepties en gala's voor maximaal 550 mensen. Om een grote centrale ruimte zijn meerdere kleine ruimtes gegroepeerd met o.a. een kerkcafé.

## Afbeeldingen

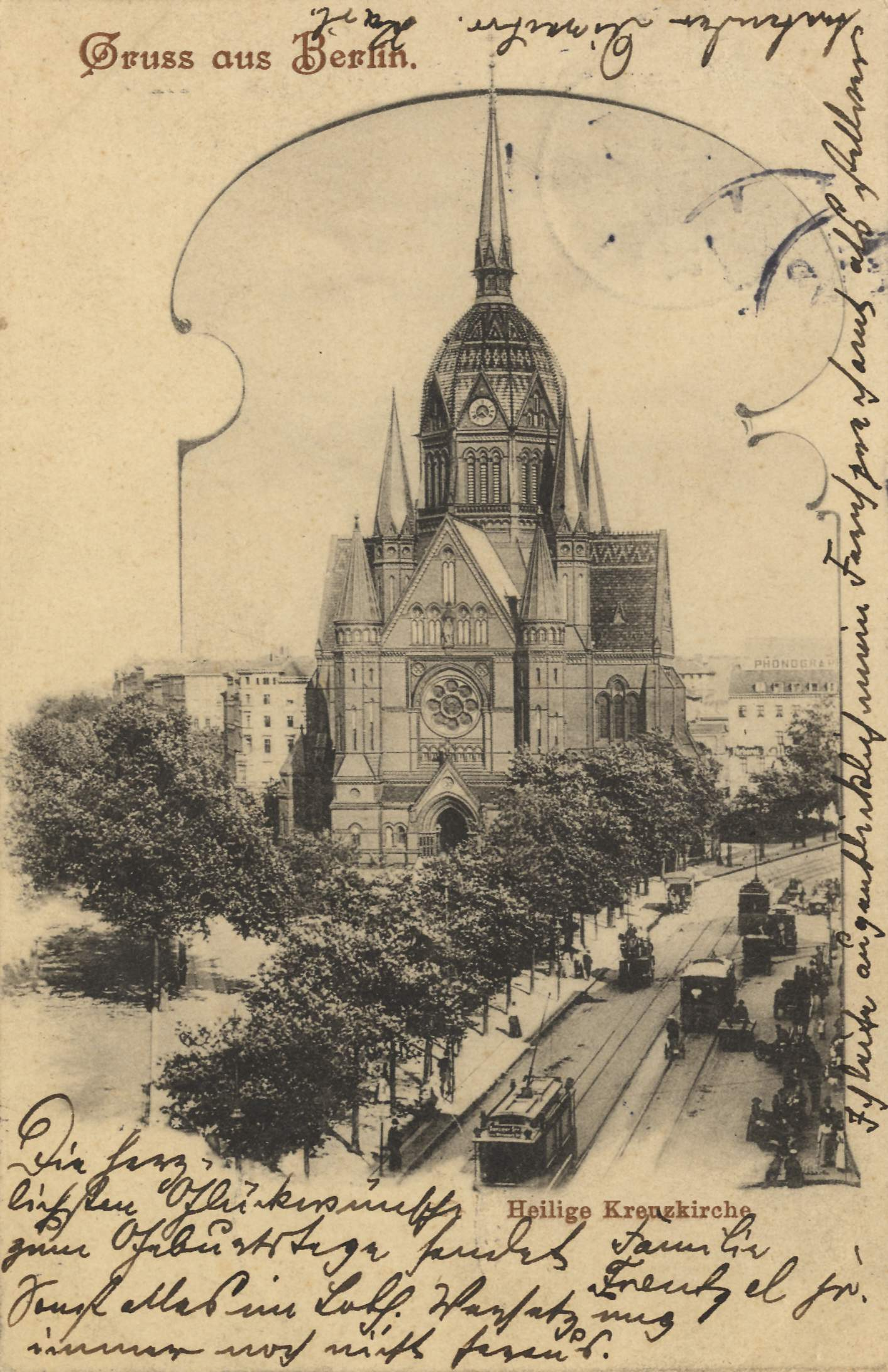
De kerk in de vooroorlogse staat
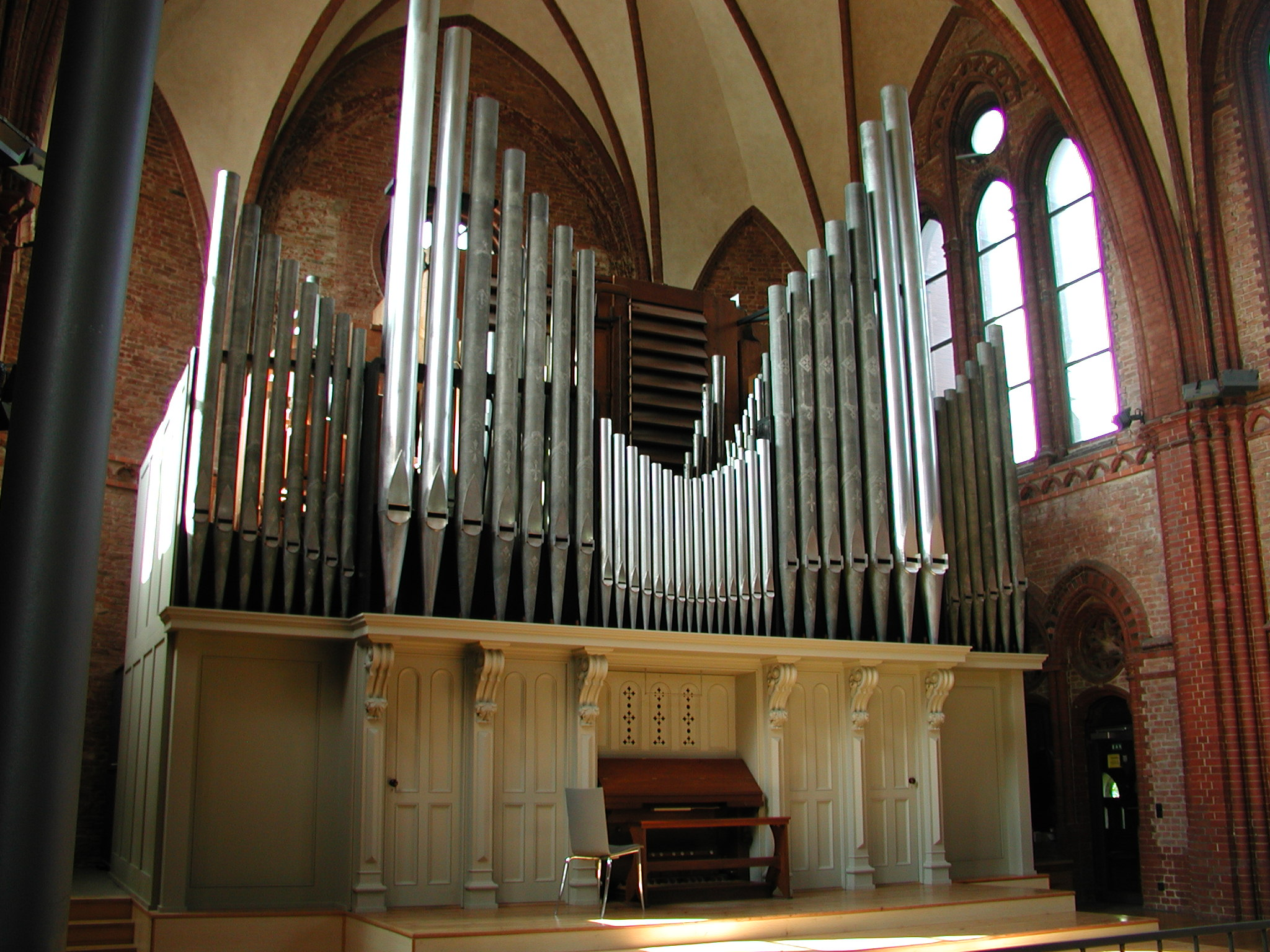
Het Heilig Kruisorgel